# Jaroslav Čížek
Jaroslav Čížek (9. května 1887, Praha – 7. května 1924) byl český fotbalista, útočník.

## Fotbalová kariéra
Hrál za Novoměstský SK a SK Slavia Praha v předligové éře. Za českou reprezentaci nastoupil 6. 10. 1907 v zápase s Uherskem. Gól v reprezentaci nedal.